# Sagina
Sagina là một chi gồm 20–30 loài thực vật có hoa thuộc họ Cẩm chướng (Caryophyllaceae). Đây là những loài cây sống tại vùng ôn đới Bắc Bán cầu, mở rộng tới vùng núi cao nhiệt đới, vượt qua cả đường xích đạo tại châu Phi. Chúng là cây thân thảo một năm hoặc lâu năm. Lá đối, thông thường dài 5–20 mm. Hoa mọc đơn hoặc theo cụm nhỏ, với bốn tới năm lá đài xanh và cùng số cánh hoa trắng. Quả nang nhỏ, gồm nhiều hạt.

## Các loài
Các loài sau được công nhận bởi The Plant List:
- Sagina abyssinica Hochst. ex A. Rich.
- Sagina afroalpina Hedberg
- Sagina apetala Ard.
- Sagina caespitosa Lange
- Sagina chilensis Naudin
- Sagina decumbens (Elliott) Torr. & A.Gray
- Sagina glabra (Willd.) Fenzl
- Sagina graminifolia Wedd.
- Sagina humifusa (Cambess.) Fenzl ex Rohrbach in Martius
- Sagina japonica (Sw.) Ohwi
- Sagina maritima G.Don
- Sagina maxima A. Gray
- Sagina micropetala Rauschert
- Sagina nivalis (Lindblad) Fr.
- Sagina nodosa (L.) Fenzl
- Sagina × normaniana Lagerh.
- Sagina pilifera (DC.) Fenzl
- Sagina procumbens L.
- Sagina sabuletorum (J.Gay) Lange
- Sagina saginoides (L.) H.Karst.
- Sagina subulata (Sw.) C.Presl